# County Galway
County Galway (Irsk: Contae na Gaillimhe) er et county i Republikken Irland, hvor det ligger i provinsen Connacht. County Galway omfatter et areal på 6.148 km² med en samlet befolkning på 231.035 (2006). Det administrative county-center ligger i byen Galway. I regionen Connemara er der mange områder hvor man stadig taler irsk.
County Galway ligger ved Atlanterhavet mellem fjorden Killary Harbour i nord og bugten Galway Bay i syd. Floderne Shannon og Suck ligger i den østlige del. Floden og Corrib og søen Lough Corrib deler grevskabet i to ulige dele, hvor den vestlige del er Connemara. I sydvest, foran County Clares kyst, ligger øerne Aran Islands som hører til Coynty Galway.
Ved Tynagh sydøst for Galway ligger der bly- og zinkværker. Landbruget er områdets vigtigste erhverv med græsavl, fåreavl og kvægavl med malkekvæg. Der dyrkes også byg, hvede, kartofler og sukkerroer. I de senere år særlig i byen Galway opstået mange nye industrivirksomheder.

## Historie
De første indbyggere kom til Galway området for ca. 7000 år siden. Områdets køkkenmøddinger beviser deres tilstedeværelse. Omkring 4000 f. Kr. vor tid kom der agerdyrkere til området og oprettede Megalit anlæg. 2.500 før vor tid. Med kristendommens ankomst i det 5. århundrede blev der oprettet mange klostre: Roscam ved Galway, Inchagoill på en ø i Lough Corrib og Annaghdown ved søens bred.
I september 1828 druknede der ud for Annaghdown 11 mænd og ni kvinder, da en færge kæntrede og gik under, kun 10 overlevede. Der blev først opstillet en mindetavle i 1979.
Efter vikingernes invasion, som ødelagde Roscam, grundlagde Anglo-Normannerne byen Galway. Den nuværende bydel Claddagh på den anden side af floden Corrib, forblev som et irsk fiskerleje. Sandsynligvis har de været på stedet siden de tidligste tider. Galways bymure har aldrig omsluttet Claddagh.

## Geografi
| - Athenry - Ballynahown | - Ballinasloe - Claregalway | - Clifden - Galway | - Kinvara - Leenaun | - Loughrea - Milltown | - Oranmore - Portumna | - Roundstone - Tuam |

- Killary Harbour er den 16 km lange fjord, som danner en del af grænsen mellem county Galway og County Mayo
- Borgruiner fra det 15. århundrede på Aran Islands
- Klosteret Kylemore Abbey i Connemara
- Teach Synge, Hus på øen Inishmaan

## Seværdigheder
- Dunguaire Castle fra 1520 ligger ved Kinvara i den sydlige del af County Galway. Det originale fæstningsanlæg er sandsynligvis jordvolden med murresterne på den vestlige del af borgen. Dunguaire Castle har aldrig været en borg i militær henseende, men mere et typisk Tower house fra det 16. århundrede. Disse tårnhuse blev mellem 1450 og 1650 bygget af irske godsejere. Siden 1966 er borgen åbnet for besøgende.